# Stylidium nungarinense
Stylidium nungarinense är en tvåhjärtbladig växtart som beskrevs av Spencer Le Marchant Moore. Stylidium nungarinense ingår i släktet Stylidium och familjen Stylidiaceae. Inga underarter finns listade i Catalogue of Life.